# 349. Infanterie-Division (Wehrmacht)
Die 349. Infanterie-Division war eine Großverband der deutschen Wehrmacht im Zweiten Weltkrieg. Nach ihrer Vernichtung wurde als Ersatz die 349. Volksgrenadier Division aufgestellt.

## 349. Infanterie-Division

### Geschichte der 349. Infanterie-Division
Die Division wurde am 25. November 1943 auf Verfügung vom 5. November 1943 in Saint-Omer bei Calais im besetzten Frankreich im Zuge der 21. Aufstellungswelle durch das AOK 15 aufgestellt. Hierzu wurden u. a. mit dem Divisionsstab, der Nachrichtenabteilung, den Versorgungseinheiten und den Stäben des Grenadier-Regiments 311 und des Artillerie-Regiments 217 Teile der bei der 4. Panzerarmee in Südrussland aufgelösten 217. Infanterie-Division herangezogen. Hinzu kam der Stab des Grenadier-Regiments 868 der ebenfalls in Südrussland aufgelösten 355. Infanterie-Division.
Im April 1944 wurde die Division zur Heeresgruppe Nordukraine an die Ostfront verlegt. Dort wurde sie bereits im Juni 1944 bei Solotschiw in der Westukraine im Zuge der sowjetischen Lwiw-Sandomierz-Operation vollständig aufgerieben und am 5. August 1944 endgültig aufgelöst.

### Gliederung der 349. Infanterie-Division
- Grenadier-Regiment 911 mit zwei Bataillone aus Stab des Grenadier-Regiments 311 (217. Infanterie-Division) und III./Grenadier-Regiment 535 (384. Infanterie-Division)
- Grenadier-Regiment 912 mit zwei Bataillone aus Stab des Grenadier-Regiments 868 (355. Infanterie-Division) und III./Grenadier-Regiment 673 (376. Infanterie-Division)
- Grenadier-Regiment 913 mit zwei Bataillone aus III./Grenadier-Regiments 767 (376. Infanterie-Division)
- Division-Füsilier-Bataillon 349 aus Aufklärungs-Abteilung 384
- Artillerie-Regiment 349 mit vier Batterien aus Stab des Artillerie-Regiments 217, Stab IV./Artillerie-Regiment 217, Artillerie-Abteilung II./376 und III./384
- Divisions-Einheiten 349

## 349. Volksgrenadier-Division

### Geschichte der 349. Volksgrenadier-Division
Am 11. September 1944 wurde die 349. Volksgrenadier-Division auf dem Truppenübungsplatz Stablack in Ostpreußen im Zuge der 32. Aufstellungswelle aus der im Aufbau befindlichen 567. Volksgrenadier-Division aufgestellt.
Der Panzerjäger-Abteilung der Division wurden im Oktober 1944 für eine Neuausrüstung vierzehn Jagdpanzer 38 zugeteilt.
Die 349. Volksgrenadier-Division wurde im Frühjahr 1945 im Kessel von Heiligenbeil in Ostpreußen zerschlagen. Ihre Reste kamen zur 21. Infanterie-Division, der Stab der Division sollte zur Neuaufstellung der 349. Infanterie-Division verwendet werden, wozu es aber aufgrund der Kriegslage nicht mehr kam.

### Gliederung der 349. Volksgrenadier-Division
- Grenadier-Regiment 911 mit zwei Bataillone statt Grenadier-Regiment 1159
- Grenadier-Regiment 912 mit zwei Bataillone statt Grenadier-Regiment 1160
- Grenadier-Regiment 913 mit zwei Bataillone statt Grenadier-Regiment 1161
- Division-Füsilier-Bataillon 349
- Artillerie-Regiment 349 mit vier Batterien statt Artillerie-Regiment 1567
- Divisions-Einheiten 349 statt Divisions-Einheiten 1567

## Kommandeure
- Generalleutnant Otto Lasch: von der Aufstellung bis zur Auflösung der 349. Infanterie-Division Anfang August 1944, vorher Kommandeur der aufgelösten 217. Infanterie-Division
- Generalleutnant Otto Lasch: mit der Aufstellung der 349. Volksgrenadier-Division im September 1944
- Oberst/Generalmajor Karl Kötz: von September 1944 bis zur Zerschlagung

## Bekannte Divisionsangehörige (Auswahl)
- Heinz-Eberhard Opitz (1912–1997), war ein Oberstleutnant der Reserve im Heer der Bundeswehr und Vorsitzender Richter am Landgericht München I.